# Ajuntament de Canet de Mar
L'edifici de l'Ajuntament de Canet de Mar és una obra de Canet de Mar (Maresme) protegida com a Bé Cultural d'Interès Local.

## Descripció
Es tracta d'un edifici de planta baixa i pis, amb finestral central elevat. Els elements historicistes són evidents en la coronació de la façana i a l'interior. Al primer pis hi ha un balcó central amb balustrada de pedra igual que les finestres. A l'interior destaca l'escala principal i la sala de plens pel seu sostre.
La part posterior ha estat successivament ampliada per tal de guanyar espai. A més s'ha comunicat amb l'edifici del costat, carrer Ample, 13.